# Thomas Andrews
Thomas Andrews, Jr., född 7 februari 1873, död 15 april 1912, var en irländsk affärsman och fartygskonstruktör av det kända fartyget RMS Titanic. Andrews var en av de som omkom vid Titanics förlisning.

## Biografi
Thomas Andrews föddes på Ardara house i Comber, Nordirland som son till Thomas Andrews och dennes hustru Eliza Pirrie. Han började studera vid Royal Belfast Academical Institution 1882, men hoppade av skolan vid 16 års ålder för att istället börjas som lärling hos skeppsvarvet Harland and Wolff, där hans morbror William James Pirrie redan var delägare. Andrews arbetade till en början som snickare på företaget. Han arbetade sig snabbt uppåt inom företagets olika avdelningar och år 1901 blev han verkställande direktör för formgivning. Samma år blev han också medlem av Royal Institution of Naval Architects. Andrews blev under sin långa lärlingsutbildning av studier och arbete mycket omtyckt i företaget och bland varvets anställda.
Den 24 juni 1908 gifte han sig med Helen Reilly Barbour, dotter till John Doherty Barbour och syster till Milne Barbour. Deras dotter, Elizabeth law Barber Andrews, föddes den 27 november 1910.
År 1907 ingick Harland and Wolff ett samarbete med det brittiska skeppsrederiet White Star Line. Andrews var högst delaktig i arbetet då han var med och skapade "de tre systrarna", bestående av RMS Olympic, HMHS Britannic och RMS Titanic. Andrews, tillsammans med andra Harland and Wolff arbetare, brukade närvara på deras fartygs jungfruresor. Titanic var inget undantag, så han reste med fartyget den 10 april 1912.
Under resan förde Andrews anteckningar om olika förbättringar skeppet kunde behöva, och när Titanic kolliderade med ett isberg den 14 april kl. 23:40 kände Andrews kollisionen från sin hytt. Kapten Edward Smith tillkallade sig Andrews för att få klarhet i hur allvarlig skadan var. Andrews talade då om efter några snabba matematiska beräkningar att Titanic skulle sjunka inom en till två timmar. Under det aktiva räddningsarbetet gick han omkring och samtalade med passagerarna och hjälpte dem i livbåtarna. Andrews drog sig sedan undan. Vittnen skall ha sett honom befinna sig i första klass rökrum där han tålmodigt väntade in sin död.

## Populärkultur
- I filmen Titanics undergång från 1958 spelas Thomas Andrews av den brittiske skådespelaren Michael Goodliffe.
- I filmen Titanic från 1997 spelas Andrews av Victor Garber.